# Ken Goldberg
Pour les articles homonymes, voir Goldberg.
Kenneth Yigael Goldberg (né le 6 octobre 1961) est un artiste, écrivain, inventeur et chercheur américain dans le domaine de la robotique et de l'automation. Il est professeur et directeur du département de génie industriel et de recherche opérationnelle à l'université de Californie à Berkeley, et titulaire de la Chaire éminente William S. Floyd Jr. en ingénierie à Berkeley, avec des nominations conjointes en génie électrique et informatique (EECS), Pratique artistique et École de l'information,,,. Goldberg occupe également un poste au Département de radio-oncologie de l'université de Californie à San Francisco.

## Enfance et formation
Goldberg est né à Ibadan, au Nigeria, où ses parents enseignent à l'école privée Mayflower, et grandit à Bethléem, en Pennsylvanie. Il est le frère de la linguiste Adele Goldberg,. Le père de Goldberg travaille comme ingénieur et Ken travaille sur des projets avec son père. Goldberg exprime un intérêt pour l'art au lycée, mais ses parents lui suggèrent d'étudier quelque chose de plus pratique. Il obtient un BSc en génie électrique et un BS en économie, summa cum laude, de l'université de Pennsylvanie en 1984. Goldberg obtient également son doctorat en informatique de l'Université Carnegie-Mellon en 1990. Pendant ses études à l'étranger à Édimbourg, Goldberg suit un cours sur l'intelligence artificielle qui amorce son intérêt pour la robotique et leur potentiel artistique. Il enseigne ensuite au département d'informatique de l'université de Californie du Sud de 1991 à 1995 et est professeur invité en 2000 au Massachusetts Institute of Technology.  

## Carrière

### Robotique
Goldberg et ses étudiants publient plus de 170 articles techniques évalués par des pairs sur les algorithmes de robotique, d'automation et de filtrage des informations sociales. Goldberg dirige l'UC Berkeley Automation Sciences Lab, qui poursuit des recherches dans les domaines de la robotique et de l'automatisation dans le cloud, de la récupération d'informations sociales à l'aide d'algorithmes géométriques et de l'automatisation algorithmique pour l'alimentation, la fixation, la saisie, en mettant l'accent sur les algorithmes géométriques qui minimisent la détection et l'actionnement,.  
Dans sa thèse de doctorat, Goldberg développe le premier algorithme pour orienter (alimenter) les pièces polygonales et prouve que l'algorithme peut être utilisé pour orienter n'importe quelle pièce jusqu'à la symétrie de rotation. Il a également breveté le préhenseur cinématique, un nouveau robot préhenseur qui se conforme passivement pour maintenir les pièces en toute sécurité sans détection. Goldberg est cofondateur et rédacteur en chef de la revue IEEE Transactions on Automation Science and Engineering. Ses recherches ont abouti à huit brevets américains. 
Goldberg est reconnu pour avoir développé le premier robot avec interface Web (août 1994). Son projet ultérieur, le Telegarden (en), a permis aux visiteurs à distance, via Internet, de voir, d'arroser et de planter des graines dans un jardin vivant. Ce projet a été mis en ligne en continu pendant neuf ans dans le hall du Ars Electronica Center (en). Goldberg est un chercheur de premier plan dans le domaine de la télérobotique (en) en réseau et de la robotique en nuage et a développé une série de systèmes de télé-opération collaboratifs tels que le Tele-Actor, dans lequel un humain se déplace dans un environnement distant guidé par des participants distants via Internet.  
Goldberg est cofondateur, avec Ayorkor Korsah, de l'African Robotics Network (AFRON), créé en 2012 pour promouvoir la communication et les collaborations qui amélioreront l'enseignement, la recherche et l'industrie liés à la robotique sur le continent africain. Le concours de conception de robots éducatifs ultra-abordables d'AFRON a été récompensé par un prix Tribeca Disruptive Innovation en 2013.  
Goldberg est cofondateur du Berkeley Center for New Media (en) et en a été le directeur de 2007 à 2010, et est cofondateur et directeur de la Data and Democracy Initiative du Center for Information Technology Research in the Interest of Society (en).  
Pour ses recherches, Goldberg reçoit le prix du jeune chercheur de la Fondation nationale pour la science (NSF) en 1994, le Presidential Faculty Fellowship de la NSF en 1995, le Joseph F. Engelberger (en) Robotics Award en 2000, le IEEE Major Educational Innovation Award en 2001. Goldberg a été nommé IEEE Fellow en 2005 « pour sa contribution à la télérobotique en réseau et aux algorithmes géométriques pour l'automatisation ». 

### Ouvrages d'art
Dans le domaine du filtrage collaboratif, Goldberg développe Eigentaste, un algorithme de recommandation à temps constant. Il est présenté dans son projet en ligne, Jester, qui est un système de recommandation de blagues personnalisé en ligne. Le travail de Goldberg sur les algorithmes de filtrage s'est également étendu aux médias sociaux et à la politique étrangère. Son projet, Opinion Space, est une visualisation de données qui permet l'organisation et l'analyse de suggestions constructives, à l'aide d'une carte graphique intuitive des idées. Cette plate-forme est actuellement utilisée pour la découverte d'idées collectives par le Département d'État américain et des sociétés comme Unilever et GM. 
Goldberg est directeur fondateur de la série de conférences sur l' art, la technologie et la culture d'UC Berkeley, créée en 1997 . Cette série de conférences mensuelles réunit des artistes, des écrivains et des conservateurs tels que Laurie Anderson, Miranda July, Billy Klüver, David Byrne et Bruno Latour pour donner des conférences en soirée et est gratuite et ouverte au public. 
Goldberg est l'éditeur de plusieurs livres, dont The Robot in the Garden: Telerobotics and Telepistemology in the Age of the Internet (MIT Press, 2000) et Beyond Webcams: An Introduction to Online Robotics (MIT Press, 2001), qui explorent tous les deux ce que est connaissable à distance. 
Goldberg a travaillé sur plusieurs pièces d'installation basées sur Internet de 1995 à aujourd'hui. L'une de ses œuvres les plus connues, Legal Tender, a permis aux utilisateurs de réaliser des expériences sur des billets de cent dollars. Après avoir reçu un secteur de la facture à brûler, les utilisateurs ont été flashés avec le message de l'illégalité de l'altération de la monnaie américaine. Des travaux de suivi tels que Ouija 2000 et Public Keys s'appuient sur l'idée de la participation du public sur Internet.  
En tant qu'artiste, le travail de Goldberg a été exposé à la Whitney Biennial, la Biennale de Venise, la Galerie Catharine Clark (en), au Centre Pompidou (Paris), au Walker Art Center, Ars Electronica (Linz Autriche), Electronic Language International Festival (en) (São Paulo), ZKM (Karlsruhe), Biennale ICC (Tokyo), Biennale Kwangju (Séoul), Artists Space et The Kitchen (New York). Il a occupé des postes de visiteur au San Francisco Art Institute, au MIT Media Lab et à l'Art Center College of Design.  
The Tribe, un court métrage qu'il a coécrit avec sa femme, Tiffany Shlain (en) (qui a réalisé et produit le film) a été sélectionné pour le Festival du film de Sundance 2006 et le Festival du film de Tribeca 2006. Leur deuxième collaboration cinématographique, Connected: An Autoblogography about Love, Death, and Technology, est un long métrage documentaire sélectionné pour le Festival du film de Sundance 2011.  
Le projet Ballet Mori de Goldberg, interprété par le San Francisco Ballet, a remporté un prix Izzie aux Isadora Duncan Dance Awards (en) en 2007. Goldberg a collaboré avec Gil Gershoni sur Are We There Yet?, une installation d'art acoustique solo commandée par le Creative Work Fund et exposée en 2011 au Contemporary Jewish Museum de San Francisco. Goldberg a collaboré avec Martin M. Wattenberg et Fernanda Viégas sur l'installation visuelle Bloom qui fait partie de la collection permanente du Nevada Museum of Art (en),.